# Broadcast (mạng)
Trong lĩnh vực mạng máy tính, broadcast là cách thức truyền tin được gửi từ một điểm đến tất cả các điểm khác trong cùng một mạng. Trong trường hợp này, Một gói broadcast chuyển đến tất cả những thiết bị tham gia trong một mạng cục bộ, mà không cần phải được quy định rõ ràng như một máy nhận. Do đó broadcast nên được giới hạn trong những phần riêng của mạng, và không được router chuyển tiếp. Nếu một thông tin chỉ được gửi đi cho một nhóm người dùng được chọn, thì nên sử dụng thay vào đó phương pháp Multicast.
Mỗi máy nhận broadcast quyết định trong thẩm quyền của mình hoặc tiếp nhận thông điệp hoặc loại bỏ. Broadcast có trên nhiều tầng khác nhau của Mô hình OSI. Điểm chung là broadcast phải được điều chỉnh cho phù hợp từ một tần cao hơn xuống các tầng thấp hơn. Vì vậy, ví dụ, một broadcast IPv4 như một broadcast Ethernet truyền tới một địa chỉ MAC FF:FF:FF:FF:FF:FF. Nếu Mạng không có khả năng broadcast, ví dụ, vì nó bao gồm - như Internet trong số những mạng khác - một số kết nối trực tiếp, thông điệp có thể được gởi đi thay vào đó bằng một thuật toán gọi là Flooding Algorithmus.
Broadcast được hỗ trợ trong hầu hết các mạng LAN (ví dụ Ethernet), được sử dụng để gửi cùng một thông điệp cho tất cả các máy tính trong mạng LAN (ví dụ như bản tin ARP: giao thức phân giải địa chỉ, truy vấn địa chỉ của tất cả các máy tính trong cùng một mạng LAN). 

Flooding Algorithmus

## IP broadcast
Giao thức liên mạng Ipv4 cũng hỗ trợ kiểu truyền broadcast, cho phép các gói tin được gửi đến mọi thiết bị trong cùng một mạng.
Phiên bản IPv6 không còn hỗ trợ giao thức truyền tin broadcast, Multicast được dùng để thay thế.

## Ứng dụng
Broadcast được sử dụng trong một mạng máy tính, trong số những thứ khác, khi địa chỉ IP của máy nhận vẫn chưa được biết tới. Kỹ thuật này được sử dụng trong mô hình OSI ở tầng mạng. Ví dụ như các giao thức ARP, DHCP, và Wake on LAN. Các trò chơi máy tính thích hợp với mạng sử dụng broadcast để tìm một danh sách của tất cả các trò chơi mở trên mạng nội bộ mà người dùng có thể tham gia. Giao thức truyền thông SMB tìm bằng broadcast các nguồn lực được chia sẻ trên mạng nội bộ như các tập tin hoặc máy in.